# 汉斯·瓦尔特
汉斯·瓦尔特（德語：Hans Walter，1889年8月9日—1967年1月14日），瑞士男子赛艇运动员。他曾代表瑞士参加1920年和1924年夏季奥林匹克运动会赛艇比赛，获得二枚金牌和一枚铜牌。